# Pieve di Somma
La pieve di Somma o pieve di Sant'Agnese di Somma (in latino: Plebis Sommensis o Plebis Sanctae Agnetis Sommensis) era il nome di un'antica pieve dell'arcidiocesi di Milano e del Ducato di Milano con capoluogo Somma.
La santa patrona era sant'Agnese, alla quale è ancor oggi dedicata la chiesa prepositurale di Somma Lombardo.

## Storia
Antica e rinomata, la pieve di Somma venne costituita con tutta probabilità nel XII secolo, anche se le prime notizie certe che ci pervengono relativamente ad essa risalgono al 1398 quando apprendiamo che la canonica comprendeva sette canonici ed un prevosto. Nel medesimo periodo le cappelle plebane erano quelle di San Michele di Golasecca, Sant'Eusebio di Sesona, San Martino di Vergiate, San Giorgio di Corgeno, Santa Maria di Golasecca. Col Rinascimento poi, la pieve assunse anche una funzione amministrativa civile, come ripartizione locale della provincia del Ducato di Milano.
Dal punto di vista civile, la pieve amministrativa fu oggetto di un esperimento riformatore di stampo illuminista da parte dell'imperatore Giuseppe II, che nel 1786 la incluse nella neocostituita provincia di Varese, ripartizione cancellata dopo soli cinque anni dal fratello Leopoldo II, imperatore ben più conservatore. La pieve fu poi soppressa nel 1797 in seguito all'invasione di Napoleone e alla conseguente introduzione di nuovi e più moderni distretti.
Per quanto riguarda la pieve religiosa invece, nel corso del Cinquecento si assistette ad un singolare caso di smembramento del territorio plebaneo, all'interno del quale si eressero a prepositurali separate le chiese di Mezzana e Arsago, quest'ultima destinata a portarsi via buona parte delle parrocchie già dipendenti da Somma. Nel frattempo, con i decreti del Concilio di Trento alla struttura plebana si affiancò quella vicariale, ambito nel quale Somma Lombardo rimase sino ai decreti che portarono alla soppressione delle pievi milanesi nel 1972. Le parrocchie della ex-pieve, ad ogni modo, vennero integrate nel nuovo decanato di Somma Lombardo, incluso nella zona pastorale II di Varese.

## Territorio
Nella seconda metà del XVIII secolo, il territorio della pieve era così suddiviso:
| Pieve civile                                   | Pieve ecclesiastica                                                              |
| Comune di Somma con Cassina Coarezza           | Parrocchia prepositurale di Sant'Agnese Parrocchia di San Sebastiano in Coarezza |
| Comune di Albusciago                           | -ARS-                                                                            |
| Comune di Arsago                               | -ARS-                                                                            |
| Comune di Caidate                              | -MEZ-                                                                            |
| Comune di Casale con Bernate, Inarzo e Tordera | -MEZ- -                                                                          |
| Comune di Casorate                             | -ARS-                                                                            |
| Comune di Castelnovate                         | -ARS-                                                                            |
| Comune di Cimbro Comune di Cuvirone            | -MEZ-                                                                            |
| Comune di Corgeno                              | Parrocchia di San Giorgio                                                        |
| Comune di Crugnola                             | -ARS-                                                                            |
| Comune di Gola Secca                           | Parrocchia di Santa Maria Assunta                                                |
| Comune di Menzago                              | -ARS-                                                                            |
| Comune di Mezzana                              | -MEZ-                                                                            |
| Comune di Montonate                            | -ARS-                                                                            |
| Comune di Mornago                              | -ARS-                                                                            |
| Comune di Quinzano                             | -ARS-                                                                            |
| Comune di Sesona                               | Parrocchia di Sant'Eusebio vescovo e martire                                     |
| Comune di Sumirago                             | -ARS-                                                                            |
| Comune di Vergiate                             | Parrocchia di San Martino                                                        |
| Comune di Villa Dosia Comune di San Pancrazio  | -MEZ-                                                                            |
| Comune di Vinago                               | -ARS-                                                                            |
| Comune di Vizzola                              | -ARS-                                                                            |